# Park Narodowy Pembrokeshire Coast

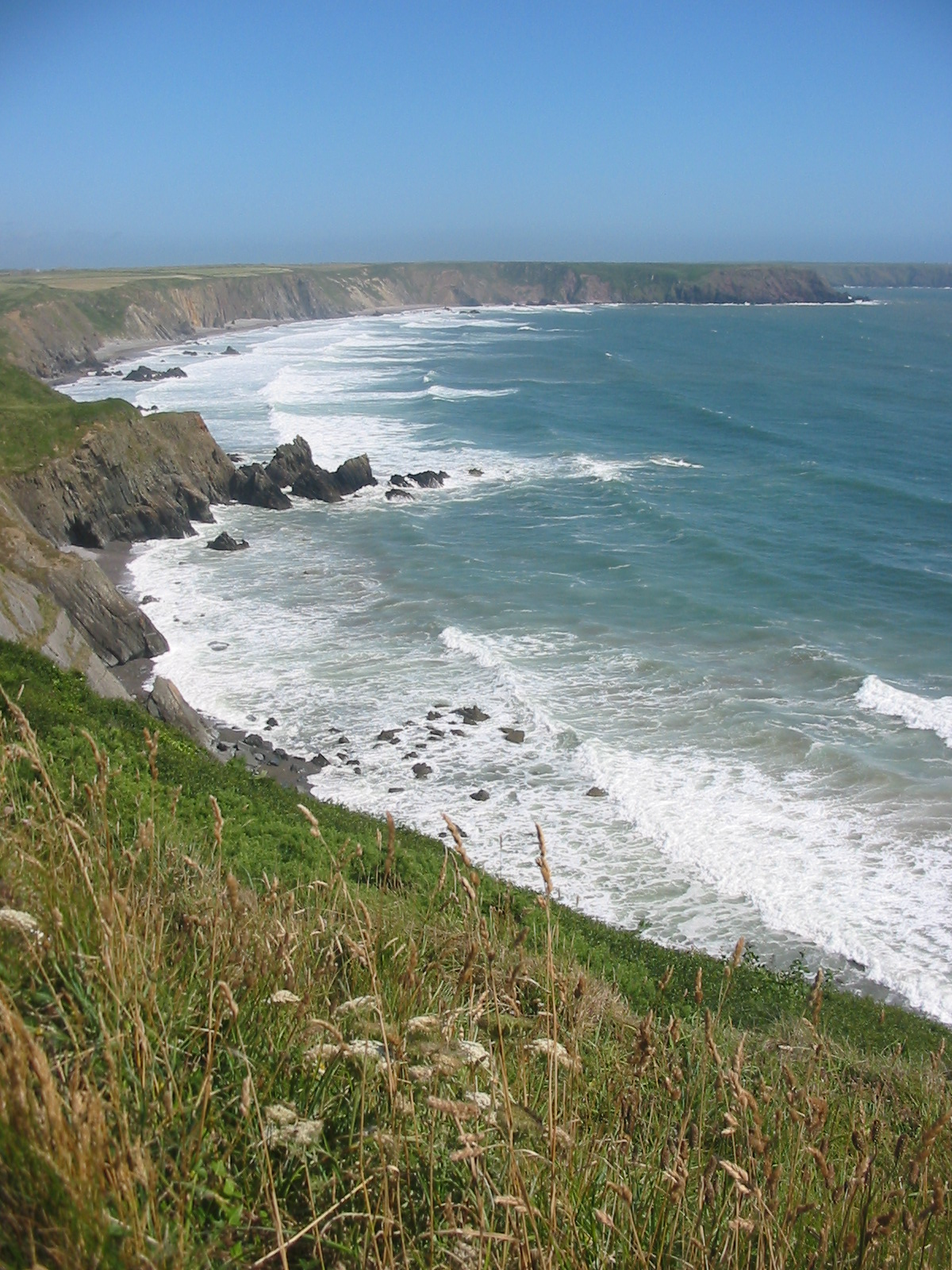
Park Narodowy Pembrokeshire Coast – półwysep Marloes

Park Narodowy Pembrokeshire Coast (ang. Pembrokeshire Coast National Park, wal. Parc Cenedlaethol Arfordir Penfro) – park narodowy w Wielkiej Brytanii, położony w południowo-zachodniej części Walii. Został utworzony w 1952 w celu ochrony zróżnicowanego wybrzeża morskiego ze skalistymi klifami, piaszczystymi plażami oraz estuariami. Park rozciąga się od Cardigan na północy do zatoki Carmarthen na południowym wschodzie i obejmuje głównie tereny położone w niewielkiej odległości od morza oraz Wzgórza Preseli i estuarium Daugleddau. Do parku włączono także wyspy Ramsey, Skomer, Skokholm, Grassholm i Caldey. Chronione jest także dziedzictwo kulturowe (m.in. kaplica św. Govana), obejmujące ślady osadnictwa z V wieku p.n.e. oraz jedyny zachowany w Walii młyn pływowy.
Ze względu na lokalizację, główne gatunki ptaków podlegające ochronie to ptaki morskie. Na terenie parku istnieją liczne kolonie lęgowe głuptaków, maskonurów oraz rzadkiego burzyka popielatego.
Na terenie parku wytyczono liczne szlaki turystyczne i kilka dróg rowerowych.